# جان مرتون
جان مرتون (انگلیسی: John Merton; ۱۸ فوریهٔ ۱۹۰۱ – ۱۹ سپتامبر ۱۹۵۹) بازیگر اهل ایالات متحده آمریکا بود. وی بین سال‌های ۱۹۲۷ تا ۱۹۵۹ میلادی فعالیت می‌کرد.
از فیلم‌ها یا برنامه‌های تلویزیونی که وی در آن نقش داشته‌است می‌توان به ده فرمان، برادوی بیل، و فرمان بزرگ اشاره کرد.